# Francis Kremer
Francis Kremer, znany także jako Fränz Kremer (ur. 24 marca 1956) – luksemburski piłkarz, występujący na pozycji obrońcy.

## Życiorys
W trakcie swojej kariery, w latach 1974–1985, występował w Red Boys Differdange. W sezonie 1978/1979 zdobył z klubem mistrzostwo Luksemburga. Ponadto trzykrotnie (1979, 1982, 1985) zdobył Puchar Luksemburga. 7 czerwca 1979 roku wystąpił w meczu reprezentacji, przegranym 0:3 ze Szwecją w ramach eliminacji do Mistrzostw Europy 1980.